# Марш (острво)
Марш (енгл. Marsh Island) је ненасељено острво САД које припада савезној држави Луизијана. Површина острва износи 259 km².